# Tipo Dupré
Con Tipo Dupré (in francese type Dupré o type Hercule) si intende il tipo monetario riapparso ripetutamente nella monetazione francese moderna. Il nome è preso dal medaglista Augustin Dupré che ne è l'autore.

## Storia
Al dritto è raffigurato Ercole, con indosso la pelle del leone nemeo e armato di clava; alla sua destra è raffigurata la Repubblica che ha una picca con sopra il berretto frigio, e alla sua sinistra la Giustizia che tiene in mano una livella triangolare. Inizialmente la legenda recitava UNION ET FORCE e dopo il 1848 è stata sostituita da LIBERTÉ - ÉGALITÉ - FRATERNITÉ.
Al rovescio c'è il valore contornato da una corona di foglie di quercia a destra e d'olivo a sinistra, il titolo, i segni di zecca e la legenda RÉPUBLIQUE FRANÇAISE.
La prima emissione è storica perché nel modulo dello scudo da 5 franchi in argento, c'è l'applicazione del nuovo sistema metrico che definì le caratteristiche della moneta con la legge del 28 termidoro dell'anno III (15 agosto 1795) che gli assegnava il nome di franco e il valore di 5 grammi d'argento con il titolo di 900/1000. La coniazione, dell'anno IV della Prima Repubblica (1796) è quella della prima moneta francese che reca la parola franc.
Il Franco germinale fu creato in seguito, nell'anno IX da Napoleone Bonaparte.
Il tipo Dupré fu ripreso dalla Seconda Repubblica nel 1848 e la Terza Repubblica nel 1870 sempre per la moneta d'argento da 5 franchi. La V Repubblica riutilizzò il disegno di Dupré per le sue emissioni di prestigio, i 10 franchi in argento (1964 – 1973), i 50 franchi (1974 – 1977) e, in occasione d'una emissione commemorativa, per i 5 franchi (1996) in nickel coniati per il 200º anniversario della moneta da cinque franchi originaria.

## Quadro delle emissioni
| Anno         | Valore     | Diametro | peso | Contorno                            | Metallo     | Tiratura totale | Note                                                             |
| ------------ | ---------- | -------- | ---- | ----------------------------------- | ----------- | --------------- | ---------------------------------------------------------------- |
| 1795 – 1802  | 5 franchi  | 37 mm    | 25 g | in incuso «Garantie Nationale»      | argento 900 | 21 247 401      | legenda « Union et Force »                                       |
| 1848 et 1849 | 5 franchi  | 37 mm    | 25 g | in rilievo «Dieu Protège La France» | argento 900 | 51 925 769      | legenda « Liberté-Égalité-Fraternité »                           |
| 1870 – 1877  | 5 franchi  | 37 mm    | 25 g | idem                                | argento 900 | 72 769 818      | idem                                                             |
| nel 1871     | 5 franchi  | 37 mm    | 25 g | idem                                | argento 900 | 256 410         | segno di zecca: tridente, emissione della Comune di Parigi, rara |
| 1964 – 1973  | 10 franchi | 37 mm    | 25 g | in rilievo : simboli dei mestieri   | argento 900 | 39 122 400      | 1964 molto rara                                                  |
| 1974 – 1980  | 50 franchi | 41 mm    | 30 g | idem                                | argento 900 | 48 332 200      | nel 1980 emessa solo per collezionisti                           |
| 1996         | 5 franchi  | 29 mm    | 10 g | rigato                              | nickel      | 4 976 213       | commemorativa dei 200 anni del tipo Dupré                        |

Le "monete di prestigio" da 10 e 50 franchi sono state tesaurizzate, tanto più che già nel 1973, il prezzo dell'argento ha continuato ad aumentare. Le autorità monetarie cessarono la coniazione dei 10 franchi quando il valore di fusione si avvicinò troppo al suo valore facciale. Un pezzo da 20 avrebbe dovuto prendere il suo posto, ma l'aumento dei cambi prese in contropiede le autorità e solo pochissime copie furono date ad alcuni. Infine fu coniato un pezzo da 50 franchi.